# Соторива (Бергамо)
Соторива је насеље у Италији у округу Бергамо, региону Ломбардија.
Према процени из 2011. у насељу је живело 50 становника. Насеље се налази на надморској висини од 485 м.